# Andrea Lindsay
Pour les articles homonymes, voir Lindsay.
Andrea Lindsay, née à Guelph (Ontario, Canada), est une auteure-compositrice-interprète canadienne qui fait principalement carrière en français.

## Biographie
C'est lors d'un voyage en France à l'âge de 18 ans qu'elle découvre le français et en tombe amoureuse. C'est alors qu'elle décide de commencer à chanter en français. Elle a fait son premier album en français avec l'aide d'Éric Graveline, un musicien, et produit son premier album en français intitulé "La Belle Étoile". L'album fut lancé en mai 2006.

## Vie privée
Depuis octobre 2012, elle forme un couple avec Luc De Larochellière.

## Discographie
- 2003 : Here and Now (Audiopact)

(en duo avec Jennifer Bacchet sous le nom de Tuesday 5)
- 2006 : La Belle Étoile (Audiopact)

1. Les yeux de Marie
2. Printemps noir
3. Bonne année
4. Le dernier des cosmonautes
5. La belle étoile
6. Porque te vas
7. Une série d'accidents
8. Près de toi
9. Drôle de chanson
10. Insensatez
11. Demain, dès l'aube

- 2009 : Les Sentinelles dorment (GSI musique)

1. Lune de papier
2. Gin Bombay
3. Le temps de l'amour
4. Comment te le dire?
5. Lettre à un chien
6. Les pieds devant
7. Les sentinelles dorment
8. Nature morte
9. Lonely Boy
10. Le charleston
11. The Simplest Things
12. La valse des éboueurs

- 2012 : C'est d'l'amour ou c'est comme (avec Luc De Larochellière)

1. Le problème avec toi - 3:35
2. C'est d'l'amour ou c'est comme - 3:32
3. Mad dogs and Englishmen- 4:15
4. Comme - 3:45
5. Tu ne m'aimes pas - 3:06
6. Disparu au large - 3:11
7. L'espoir du jour qui se lève - 3:29
8. Éternels - 3:22
9. Derniers pas - 2:36
10. Dans tes yeux - 4:23
11. Tiergarten - 4:14

- 2016 : Le Jazz et la Java

1. Le jazz et la java - 02:27
2. Plus je t'embrasse - 03:20
3. Le poinçonneur des lilas - 03:12
4. Les choses inutiles - 04:13
5. L'étang - 03:30
6. Les cinéma bars - 02:51
7. Café blues - 02:01
8. Boom goes my heart - 03:11
9. C'est magnifique - 04:28
10. La java des bombes atomiques - 02:52
11. J'ferme pas juste - 03:26
12. Tout doucement  - 02:57

## Récompenses
- 2010: Prix Juno de l'album francophone de l'année pour Les Sentinelles dorment[2]